# بويان إيسايلوفيتش
بويان إيسايلوفيتش (بالسيريلية الصربية: Бојан Исаиловић) (مواليد 25 مارس 1980 في بلغراد) لاعب كرة قدم صربي يلعب حاليا لصالح نادي زاغليبي لوبين البولندي .

## مسيرته الكروية
لعب بويان إيسايلوفيتش خلال مسيرته الاحترافية مع 6 أندية في خمسة عشر موسمًا ولم يسجل خلالها أي هدف ضمن 195 مباراة. حيث فاز في موسم واحد بالكأس ولم يفز بأي دوري.
خاض بويان إيسايلوفيتش مسيرته مع نادي النجم الأحمر بلغراد في موسم 2001–02 لمدة موسم واحد، لم يشارك في أي مباراة ولم يسجل أي هدف. ثم انتقل إلى نادي راد بيوغراد في موسم 2002–03 ليلعب معه أربعة مواسم، حيث شارك في 11 مباراة ولم يسجل أي هدف أيضًا. لينتقل بعدها إلى FK Sevojno ‏ في موسم 2005–06 ولمدة موسمين، مشاركًا في 52 مباراة ولم يسجل أي هدف أيضًا. ثم انتقل إلى نادي تشوكاريتشكي في موسم 2006–07 ليلعب معه أربعة مواسم، مشاركًا في 66 مباراة ولم يسجل أي هدف أيضًا. هذا وانتقل لاحقًا إلى نادي غنتشلربيرليغي في موسم 2008–09 لمدة موسم واحد، مشاركًا في 15 مباراة ولم يسجل أي هدف أيضًا. ثم انتقل بعدها إلى نادي زاغويمبيه لوبين في موسم 2009–10 واستمر معه طيلة ثلاثة مواسم، مشاركًا في 51 مباراة ولم يسجل أي هدف أيضًا.

## روابط خارجية
- بويان إيسايلوفيتش على موقع الاتحاد الدولي (مؤرشف)  (الإنجليزية)
- بويان إيسايلوفيتش على موقع الاتحاد الأوربي (الإنجليزية)
- بويان إيسايلوفيتش على موقع اتحاد تركيا (لاعب) (الإنجليزية)
- بويان إيسايلوفيتش على موقع قاعدة بيانات كرة القدم.إي يو (الإنجليزية)
- بويان إيسايلوفيتش على موقع ناشيونال فوتبول تيمز (الإنجليزية)
- بويان إيسايلوفيتش على موقع Soccerway.com (الإنجليزية)
- بويان إيسايلوفيتش على موقع عالم كرة القدم.نت (الإنجليزية)
- بويان إيسايلوفيتش على موقع كووورة